# The Transformers: The Movie
The Transformers: The Movie (bra: Transformers - O Filme) é um filme de animação de 1986 baseado na série animada Transformers. Foi lançado na América do Norte em 8 de agosto de 1986 e no Reino Unido em 12 de dezembro de 1986.

## Enredo
Em 2005, um planeta artificial senciente conhecido como Unicron devora o planeta Lithone junto com todos os seus habitantes, exceto um, que foge para o espaço a bordo de um foguete de fuga. Em outros lugares, os malvados Decepticons conquistaram o heroico planeta natal dos Autobots, Cybertron. Os Autobots, sob a liderança de Optimus Prime e operando secretamente a partir das duas luas de Cybertron, preparam uma contraofensiva para retomar Cybertron. Prime envia um ônibus para Autobot City na Terra para suprimentos. No entanto, seu plano é descoberto pelos Decepticons, que sequestram a nave e matam a tripulação composta por Ironhide, Prowl, Ratchet e Brawn. Em Autobot City, Hot Rod, relaxando com Daniel Witwicky (filho do aliado humano Spike Witwicky) vê o ônibus espacial invadido e uma batalha mortal irrompe. Optimus chega com reforços no momento em que os Decepticons estão perto da vitória. Optimus derrota muitos deles e envolve Megatron em uma batalha final, deixando ambos mortalmente feridos, forçando os Decepticons sobreviventes a recuar, embarcando no transportador de tropas Astrotrain para retornar a Cybertron.
Em seu leito de morte, o fatalmente ferido Optimus Prime passa o poderoso artefato conhecido como Matrix of Leadership para Ultra Magnus nomeando-o seu sucessor como líder e recitando a profecia de que seu poder iluminará a hora mais sombria dos Autobots. Ele cai das mãos de Optimus e é pego por Hot Rod, que o entrega a Ultra Magnus. Optimus Prime então sucumbe aos ferimentos e morre.
Enquanto isso, a caminho de Cybertron, Astrotrain pede ao Decepticons que jatison, pois ele está com pouco combustível para completar a jornada. Starscream instiga os Decepticons sobreviventes a despejar um grupo de seus mortos e feridos (consistindo de Skywarp, Thundercracker, Shrapnel, Bombshell e Kickback) no espaço. Starscream então lança pessoalmente o moribundo Megatron no espaço, apesar de seus protestos. À deriva no espaço profundo, os Decepticons feridos encontram Unicron, que oferece a Megatron um novo corpo em troca de seu serviço na destruição da Matrix of Leadership, a única coisa capaz de destruí-lo. Megatron relutantemente concorda e é recriado em Galvatron, enquanto os cadáveres de outros Decepticons descartados são reformatados em suas novas tropas: Cyclonus, Scourge, e um grupo de Sweeps. Dada uma nova espaçonave da Unicron, Galvatron é então enviado em sua missão para encontrar e destruir a Matrix.
Em Cybertron, Galvatron interrompe a coroação de Starscream como líder Decepticon, usando seu novo modo alternativo de canhão de partícula-laser para desintegrá-lo. Unicron entra no espaço Cybertron, consumindo as luas de Cybertron, incluindo Autobots Jazz, Cliffjumper, Bumblebee e Spike. Retomando o comando dos Decepticons, Galvatron lidera suas forças para procurar Ultra Magnus na arruinada Autobot City na Terra.
Os Autobots sobreviventes escapam para o espaço a bordo de ônibus separados. Hot Rod, Kup e a equipe Autobot de Dinobots são abatidos pelos Decepticons e caem em um planeta próximo. Ultra Magnus e seu grupo escapam separando suas naves espaciais e enganando seus perseguidores para acreditar que eles foram destruídos. Danificados pela batalha, eles continuam para o Planeta do Lixo, nas proximidades. Enquanto isso, separados dos Dinobots no acidente, Hot Rod e Kup são feitos prisioneiros pelos Quintessons, um coletivo de alienígenas robóticos tirânicos que mantêm tribunais cangurus e executam prisioneiros alimentando-os com seus Sharkticons. Hot Rod e Kup aprendem sobre Unicron de Kranix, o único sobrevivente do planeta destruído Lithone. Depois que Kranix é executado, Hot Rod e Kup escapam, auxiliados pelos Dinobots e pelo pequeno sobrevivente Autobot Wheelie, que os ajuda a encontrar uma nave de fuga.
Os outros Autobots liderados por Magnus pousam no lixo onde começam a usar a sucata e se recusam a efetuar reparos. As forças de Galvatron então chegam e atacam. Ultra Magnus protege os Autobots restantes e tenta abrir a Matrix sem sucesso. Ele é destruído por Galvatron que toma a Matrix, agora com a intenção de usá-la para desafiar e escravizar Unicron. Os Autobots são então atacados pelos nativos territoriais, os Junkions liderados por Wreck-Gar, que são então interrompidos pela chegada de Hot Rod, Kup e os Dinobots. Usando uma saudação universal, Hot Rod cessa a batalha entre o grupo e os Junkions e reconstrói Magnus. Deduzindo que Galvatron tem a Matrix, os Autobots e Junkions então voam para Cybertron. Galvatron tenta abrir a Matrix para ameaçar Unicron, mas não consegue ativá-la. Enfurecido por seu desafio, Unicron se transforma, revelando uma forma de robô do tamanho de um planeta e começa a destruir Cybertron. Os Decepticons contra-atacam com Galvatron sendo engolido por Unicron junto com a Matrix.
Os Autobots que chegam batem sua nave espacial através do olho esquerdo de Unicron e se separam enquanto Unicron continua a lutar contra Decepticons, Junkions e outros defensores de Cybertron. Daniel salva seu pai Spike e os outros Autobots consumidos do sistema digestivo da Unicron. Galvatron tenta formar uma aliança com Hot Rod, mas Unicron telepaticamente o força a atacar. Hot Rod quase é morto, mas, no último segundo, ativa com sucesso a Matrix próxima, seu poder o reformatando em Rodimus Prime, o novo líder do Autobot. Rodimus derrota Galvatron lançando-o no espaço profundo e usa o poder da Matrix para destruir Unicron, sua energia o separando por dentro. Rodimus então se reúne e escapa com os outros Autobots quando o corpo gigante de Unicron se desintegra em uma enorme explosão. Com os Decepticons em desordem do ataque de Unicron, os Autobots retomam com sucesso Cybertron e comemoram o fim da guerra, enquanto a cabeça decepada de Unicron orbita Cybertron.

## Elenco
| Personagem              | Dublador           |
| ----------------------- | ------------------ |
| Optimus Prime           | Peter Cullen       |
| Ironhide                | Peter Cullen       |
| Hot Rod / Rodimus Prime | Judd Nelson        |
| Ultra Magnus            | Robert Stack       |
| Springer                | Neil Ross          |
| Slag                    | Neil Ross          |
| Bonecrusher             | Neil Ross          |
| Hook                    | Neil Ross          |
| Arcee                   | Susan Blu          |
| Kup                     | Lionel Stander     |
| Wheelie                 | Frank Welker       |
| Megatron                | Frank Welker       |
| Soundwave               | Frank Welker       |
| Frenzy                  | Frank Welker       |
| Rumble                  | Frank Welker       |
| Junkion                 | Frank Welker       |
| Blurr                   | John Moschitta Jr. |
| Blaster                 | Buster Jones       |
| Perceptor               | Paul Eiding        |
| Grimlock                | Gregg Berger       |
| Swoop                   | Michael Bell       |
| Scrapper                | Michael Bell       |
| Junkion                 | Michael Bell       |
| Jazz                    | Scatman Crothers   |
| Cliffjumper             | Casey Kasem        |
| Bumblebee               | Dan Gilvezan       |
| Brawn                   | Corey Burton       |
| Shockwave               | Corey Burton       |
| Spike Witwicky          | Corey Burton       |
| Galvatron               | Leonard Nimoy      |
| Cyclonus                | Roger C. Carmel    |
| Scourge                 | Stanley Jones      |
| Starscream              | Chris Latta        |
| Devastator              | Arthur Burghardt   |
| Scavenger               | Don Messick        |
| Gears                   | Don Messick        |
| Astrotrain              | Jack Angel         |
| Ramjet                  | Jack Angel         |
| Blitzwing               | Ed Gilbert         |
| Kickback                | Clive Revill       |
| Shrapnel                | Hal Rayle          |
| Unicron                 | Orson Welles       |
| Quintesson Leader       | Roger C. Carmel    |
| Quintesson Judge        | Regis Cordic       |
| Wreck-Gar               | Eric Idle          |
| Daniel Witwicky         | David Mendenhall   |
| Kranix                  | Norman Alden       |
| Inferno                 | Walker Edmiston    |
| Narrator                | Victor Caroli      |

## Produção
O filme foi co-produzido e dirigido por Nelson Shin, que também produziu a série televisiva original Transformers. O roteiro foi escrito por Ron Friedman, que criaria Bionic Six um ano depois. O filme apresenta as vozes de Eric Idle, Judd Nelson, Leonard Nimoy, Casey Kasem, Robert Stack, Lionel Stander, John Moschitta Jr., Peter Cullen e Frank Welker. Também marcou os papéis finais de ambos, Orson Welles, que morreu no ano anterior ao seu lançamento, e Scatman Crothers, que morreu meses após o seu lançamento. A história do filme acontece em 2005, vinte anos após os eventos da segunda temporada da série televisiva, marcando o fim desta temporada e serve de início para a terceira temporada.

## Prêmios e indicações

### Indicações
Young Artist Awards
- Melhor filme de animação: 1986